# Olle Blomström
Lars Olle Anders Blomström (Svängsta, 4 januari 1987), huidige artiestennaam Faråker, is een Zweeds singer-songwriter. Hij maakte vroeger deel uit van het duo Cartwall tezamen met Matilda Kihlberg.
In september 2012 publiceerde hij de single Paparazzi Du, die veel te horen was op de Zweedse radio.
Hij schrijft, componeert en heeft alle muziek zelf opgenomen, op zijn eigen platenlabel. Echter, heeft hij op februari 2013, een platenlabel getekend met Universal Records. In het najaar van 2013 staat een release gepland van Blomströms eerste album.